# Szilárd (nome)
Szilárd  è un nome proprio di persona ungherese maschile.

## Origine e diffusione
Significa "solido", "fermo", "costante" in ungherese. Viene talvolta usato per tradurre in ungherese il nome Costantino.

## Onomastico
L'onomastico si può festeggiare il 2 ottobre in memoria del beato Szilárd Ignác Bogdánffy, vescovo, salvatore di molti ebrei durante l'Olocausto e martire a Nagyenyed sotto il regime comunista. Inoltre, in Ungheria, un onomastico laico è fissato all'11 marzo.

## Persone

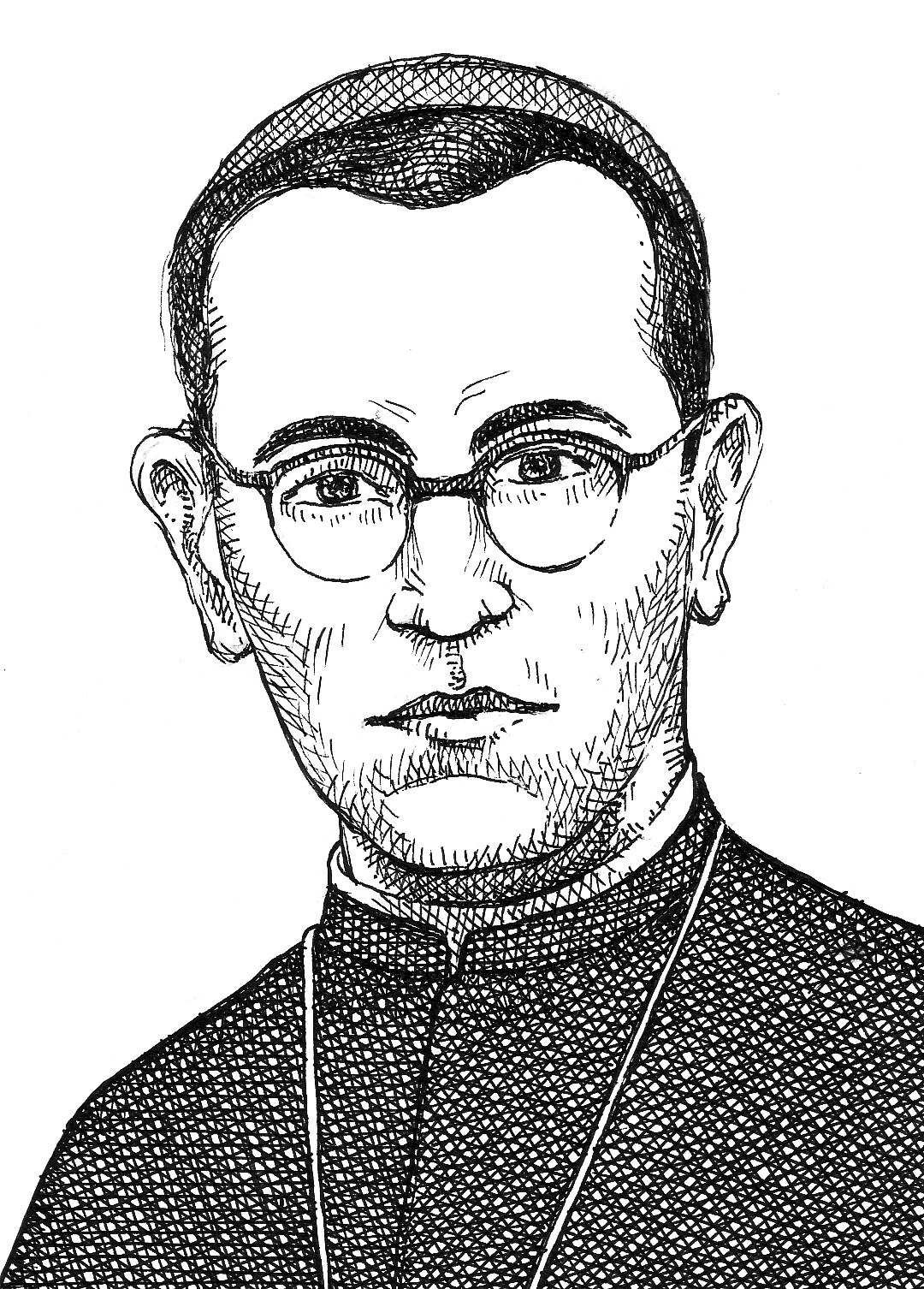
Szilárd Ignác Bogdánffy

- Szilárd Ignác Bogdánffy, vescovo cattolico rumeno
- Szilárd Devecseri, calciatore ungherese
- Szilárd Németh, calciatore slovacco

## Il nome nelle arti
- Szilard Quates è un personaggio della serie manga e anime Baccano!.